# G. Love and Special Sauce
Pour leur premier album, voir G. Love and Special Sauce (album).
G. Love and Special Sauce est un groupe de hip-hop américain, originaire de Philadelphie, en Pennsylvanie.

## Biographie
Garrett Dutton rencontre en janvier 1993 le batteur Jeffrey Clemens dans un bar de Boston. Ils commencent alors à travailler en duo. Quelques mois plus tard, ils sont rejoints par le bassiste Jim Prescott. Ils publient leur premier album G. Love and Special Sauce le 10 mai 1994 dont le titre Cold Beverage passe en boucle sur MTV. L'album atteint la 35e place des Heatseekers du magazine Billboard.
Après ce premier succès, le groupe publie son deuxième album, Coast to Coast Motel le 19 septembre 1995, qui ne se vend pas aussi bien mais est jugé supérieur au premier par la critique. L'album atteint la 122e place du Billboard 200. En tournée, le groupe se sépare en raison d'un désaccord financier. Il se reforme en 1997, année de la sortie de Yeah, It's That Easy.
À l'été 2005, une publicité pour Coca-Cola Zero fait connaître le titre I'd Like to Teach the World to Sing. Le 15 janvier 2009, Prescott quitte le groupe. Il le réintègre en janvier 2014.

## Discographie

### Albums studio
- 1994 : G. Love and Special Sauce
- 1995 : Coast to Coast Motel
- 1997 : Yeah, It's That Easy
- 1998 : G. Love Has Gone Country
- 1999 : Philadelphonic
- 2000 : Front Porch Loungin'
- 2001 : Electric Mile
- 2008 : Superhero Brother
- 2009 : Long Way Down
- 2014 : Sugar
- 2015 : Love Saves The Day

### Compilations
- 2002 : The Best of G. Love and Special Sauce
- 2013 : Playlist : The Very Best of G. Love and Special Sauce

### Albums live
- 2007 : A Year and a Night with G. Love and Special Sauce